# Desolation Boulevard
Desolation Boulevard è il terzo album degli Sweet, pubblicato nel 1974 per l'etichetta discografica RCA Records.

## Tracce

### Versione UK
1. "The six teens" (Chapman, Chinn) - 4:02
2. "Solid gold brass" (Scott, Tucker, Connolly, Priest) - 5:28
3. "Turn it down" (Chapman, Chinn) - 3:27
4. "Medussa" (Scott) - 4:44
5. "Lady Starlight" (Scott) - 3:09
6. "The man with the golden arm" (Bernstein, Fine) - 8:33 (Elmer Bernstein Cover)
7. "Fox on the run" (Scott, Tucker, Connolly, Priest) - 4:49
8. "Breakdown" (Scott, Tucker, Connolly, Priest) - 3:03
9. "My Generation" (Townshend) - 3:54 (The Who Cover)

#### Bonus Tracks (remaster 2005)
- 10. "Teenage rampage"  (Single A-Side) (Chapman, Chinn) - 3:32
- 11. "Own up, take a look at yourself" (Single B-Side) (Scott, Tucker, Connolly, Priest) - 3:58
- 12. "Burn on the flame" (Single B-Side) (Scott, Tucker, Connolly, Priest) - 3:37
- 13. "Someone else will" (Single B-Side) (Scott, Tucker, Connolly, Priest) - 3:25
- 14. "Medussa" (Home Demo) (Scott, Tucker, Connolly, Priest) - 5:51
- 15. "Burn on the flame" (Home Demo) (Scott, Tucker, Connolly, Priest) - 3:57
- 16. "I wanna be committed"  (Chapman, Chinn) - 3:10
- 17. "Fox on the run" (Single A-Side) (Scott, Tucker, Connolly, Priest) - 3:24
- 18. "Miss Demeanor" (Single B-Side) (Scott, Tucker, Connolly, Priest) - 3:17

### Versione USA
1. "The Ballroom Blitz"  (Chapman, Chinn) – 4:06
2. "The six teens" (Chapman, Chinn) – 4:05
3. "No you don't" (Chapman, Chinn) – 4:36
4. "AC-DC" (Chapman, Chinn) – 3:28
5. "I wanna be committed" (Chapman, Chinn) – 3:13 (original length 4:04)
6. "Sweet F.A." (Scott, Tucker, Connolly, Priest) – 6:15
7. "Fox on the run (7" version) (Scott, Tucker, Connolly, Priest) – 3:27
8. "Set me free" (Scott) – 3:59
9. "Into the night" (Scott) – 4:25
10. "Solid gold brass" (Scott, Tucker, Connolly, Priest) – 5:35 (with guitar overdub)

## Formazione
- Brian Connolly - voce
- Steve Priest - basso
- Andy Scott - chitarra, sintetizzatori
- Mick Tucker - batteria